# Gare du Pouzin
La gare du Pouzin est une ancienne gare ferroviaire française de la ligne du Pouzin à Privas, située sur le territoire de la commune du Pouzin, dans le département de l'Ardèche en région Auvergne-Rhône-Alpes.

## Situation ferroviaire
Établie à environ 90 mètres d'altitude, la gare du Pouzin était située au point kilométrique (PK) 0,000 de la ligne du Pouzin à Privas, dont elle constituait l'origine. Elle se trouvait également sur la ligne de Givors-Canal à Grezan.

## Histoire
La gare du Pouzin entre en service le 21 septembre 1862, sous l'égide de la Compagnie des chemins de fer de Paris à Lyon et à la Méditerranée (PLM). Cette date marque l'inauguration d'un tronçon ferroviaire reliant Livron à La Voulte-sur-Rhône, faisant partie de la ligne de Givors-Canal à Grezan.
Le 10 août 1874, la gare du Pouzin gagne en importance avec l'ouverture de la ligne du Pouzin à Privas, dont elle devient le point de départ. Cette nouvelle liaison renforce la connectivité de la région, offrant un accès ferroviaire direct à la préfecture de l'Ardèche.
L'expansion du réseau se poursuit avec l'extension de la ligne de Givors-Canal à Grezan. En 1876, celle-ci est prolongée jusqu'au Teil, puis atteint Grezan, aux portes de Nîmes, en 1880. Ces développements transforment la gare du Pouzin en un nœud ferroviaire stratégique, assurant la jonction entre la ligne vers Privas et l'axe Givors-Nîmes.
Cependant, le déclin du transport ferroviaire de voyageurs affecte progressivement ces lignes. Le 5 décembre 1938, la SNCF met un terme au service voyageurs sur la ligne du Pouzin à Privas. Cette dernière continue néanmoins à assurer un trafic de marchandises jusqu'en 1989, avant d'être complètement déclassée en 2014.
La ligne de Givors-Canal à Grezan connaît un sort similaire pour son trafic voyageurs, qui cesse en 1973. Toutefois, son importance pour le fret est reconnue, ce qui conduit à son électrification en 1978-1979. Depuis lors, elle demeure une artère majeure pour le transport de marchandises dans la vallée du Rhône.

### Accueil des voyageurs
La gare est fermée au service des voyageurs. La ligne du Pouzin à Privas a été déclassée en totalité en 2014.
La gare de Pouzin est ouverte au service des marchandises et possède un embranchement particulier (EP) désormais désaffecté vers l'entreprise Drômoise de céréales au bord du Rhône.

### Patrimoine ferroviaire
Le bâtiment voyageurs d'origine subsiste. Il s'agit d'un édifice typique des gares de la Compagnie PLM de cette époque, avec un corps central à deux étages encadré par deux ailes plus basses. Les deux quais ont été détruits mais les rails sont toujours présents.